# Abraham Gottlob Werner
Abraham Gottlob Werner (Wehrau, 25 settembre 1749 – Dresda, 30 giugno 1817) è stato un geologo e mineralogista tedesco.

## Biografia
Nato a Wehrau, piccolo villaggio della Slesia appartenente allora alla Prussia e attualmente alla Polonia col nome di Osiecznica. La sua famiglia lavorava nell'industria mineraria; suo padre, Abraham David Werner era caposquadra in una fonderia di Wehrau. 
Werner compì i suoi studi a Freiberg (Sassonia), nella piccola ma prestigiosa, Technische Universität Bergakademie Freiberg (Accademia Mineraria di Freiberg) e ottenne un dottorato in paleontologia all'Università di Lipsia (1771). Già a Lipsia aveva cominciato a interessarsi al problema della classificazione sistematica dei minerali e nel 1774 aveva pubblicato il primo manuale moderno di mineralogia descrittiva. Nel 1775 fu nominato ispettore e docente di Mineralogia Technische Universität Bergakademie Freiberg. 
Durante la sua carriera, Werner pubblicò molto poco, ma la sua fama di docente si diffuse in tutta l'Europa, attirando studenti che, a loro volta, ne diffusero le teorie nella terra d'origine; è stato il caso, per es., dello scozzese Robert Jameson, che divenne professore a Edimburgo, e dello spagnolo Andrés Manuel del Río futuro scopritore del vanadio. Divenne inoltre membro di alcune delle istituzioni scientifiche più importanti d'Europa.
Sfortunatamente, la salute di Werner fu sempre precaria: sembra che non abbia mai fatto viaggi oltre la Sassonia e abbandonò ben presto perfino la ricerca sul campo. Morì a Dresda per il dolore, si disse, derivatogli dalla situazione politica in Sassonia al termine delle Guerre napoleoniche.

## Teorie di Werner

### Geognosia
Werner è ritenuto il padre della geologia storica: ideò infatti la prima classificazione dei minerali basata sulla composizione chimica anziché sugli aspetti morfologici) e, di conseguenza, giunse a distinguere la mineralogia dalla "Geognosia" (un termine da lui creato che significa "conoscenza della terra", per indicare una scienza basata sul riconoscimento dell'ordine, della posizione e della relazione degli strati che formano la terra). 

### Nettunismo
Fu inoltre il fondatore della teoria nettunista secondo la quale tutti i materiali presenti sulla crosta terrestre vi sarebbero stati depositati in seguito al ritirarsi di un grande mare che originariamente ricopriva tutta la Terra. Secondo Werner la Terra in origine era tutta coperta da un oceano primordiale. La materia, che si sarebbe poi trasformata nella crosta terrestre, stava in sospensione nelle acque torbide e melmose dell'oceano primordiale. Col passare del tempo i componenti di questa materia si sarebbero depositati l'uno dopo l'altro, formando le rocce e i sedimenti, con qualche fossile isolato. Infine tutto sarebbe stato coperto da depositi alluvionali locali.

### Classificazione delle rocce
La classificazione delle rocce di Werner era simile a quella del suo conterraneo Johann Gottlob Lehmann, di tipo genetico-storica. In funzione cioè di quella che lui riteneva esserne l'età, distingueva le rocce in:
1. primitive (Urgebirge): rocce magmatiche, intrusive e metamorfiche considerate i primi derivati chimici dell'Oceano primitivo che si estendeva su tutta la superficie terrestre;
2. di transizione (Ubergangsgebirge): calcari, dicchi e grovacche, per Werner, i primi sedimenti dell'Oceano primitivo;
3. secondarie (o stratificate) (Flötz): le rimanenti rocce, sedimentarie, fossilifere e stratificate: detritici sui fianchi delle terre emergenti quando apparivano i primi animali superiori;
4. alluvionali (o Terziarie) (Aufgeschwemmte): sabbie poveramente consolidate, ghiaie, e crete formate col ritirarsi dell'Oceano dai continenti;
5. vulcaniche: più giovani flussi di lava associati con i vulcani. Werner credeva che queste rocce riflettessero gli effetti locali di giacimenti di carbone che bruciavano.

## Galleria d'immagini

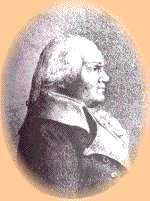
Abraham Gottlob Werner
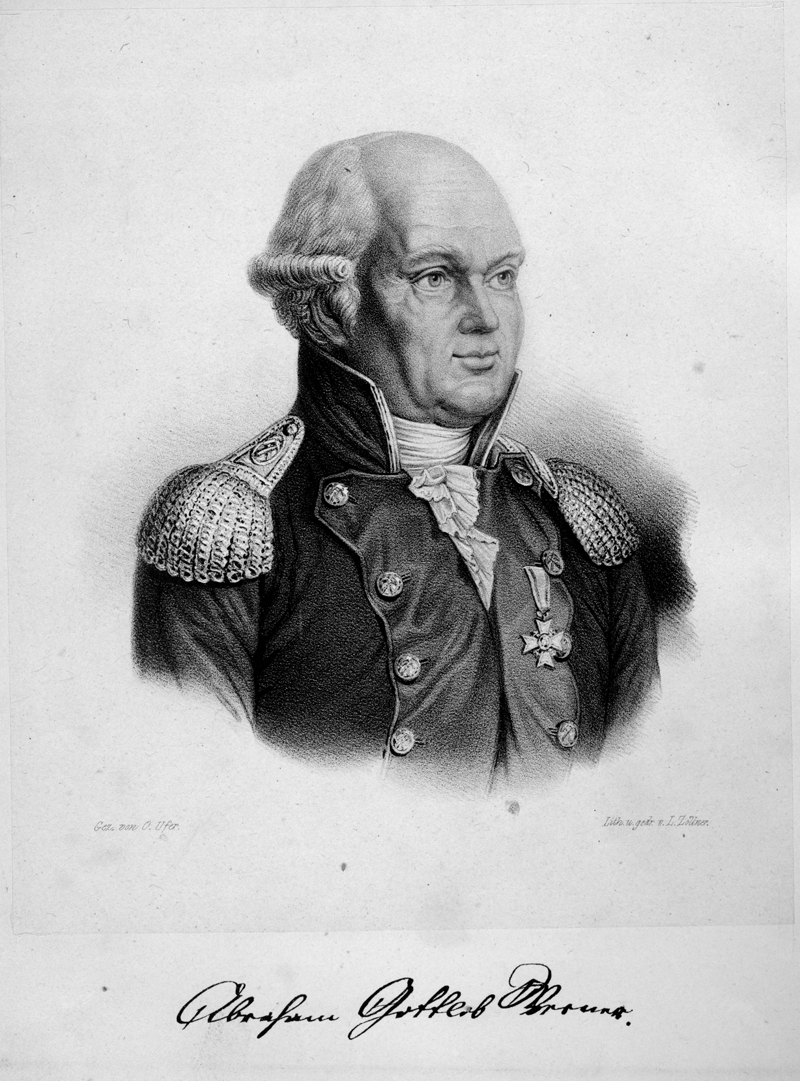
Ritratto di Werner apparso in una commemorazione del 1848
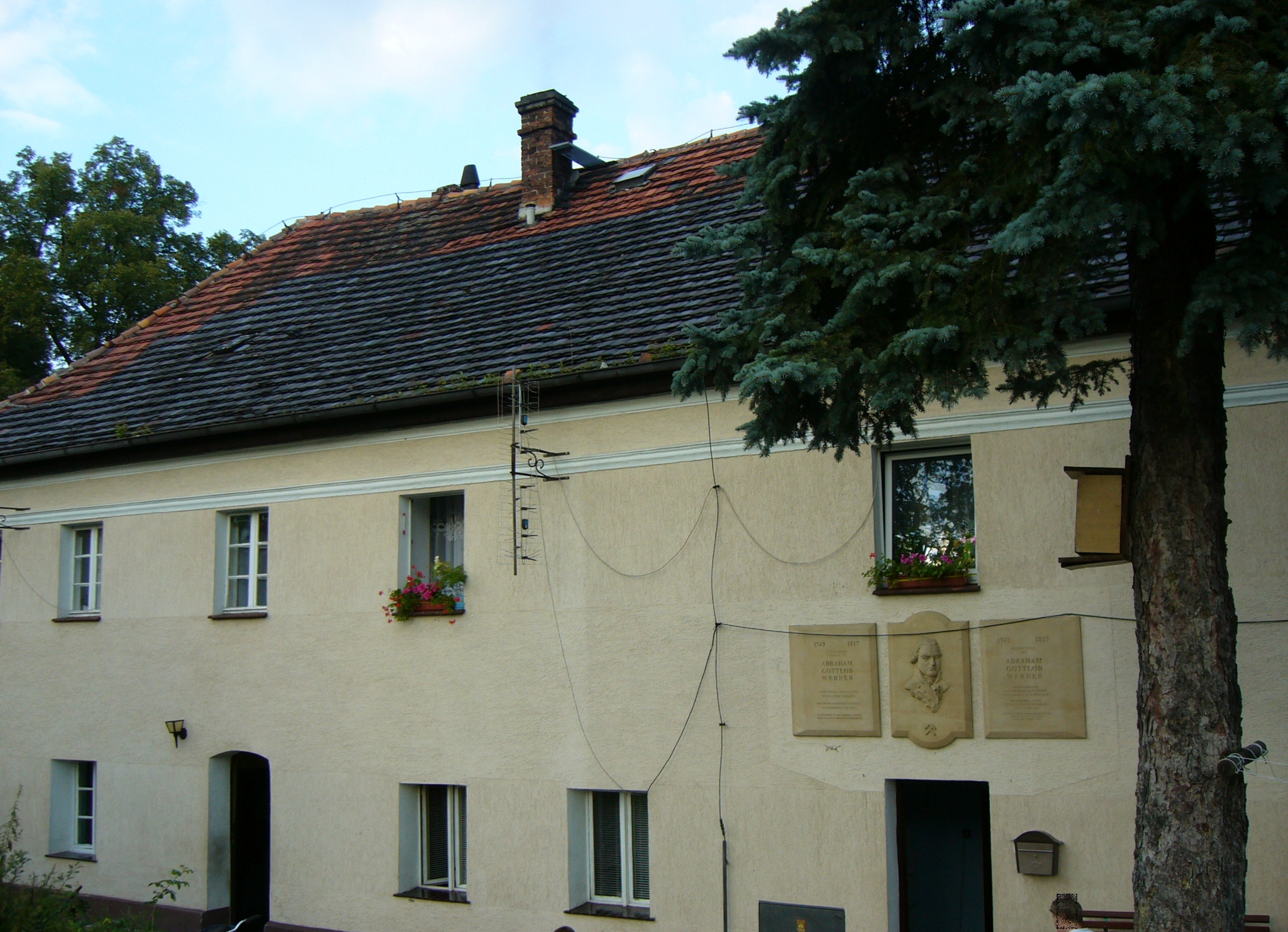
Casa natale a Osiecznica
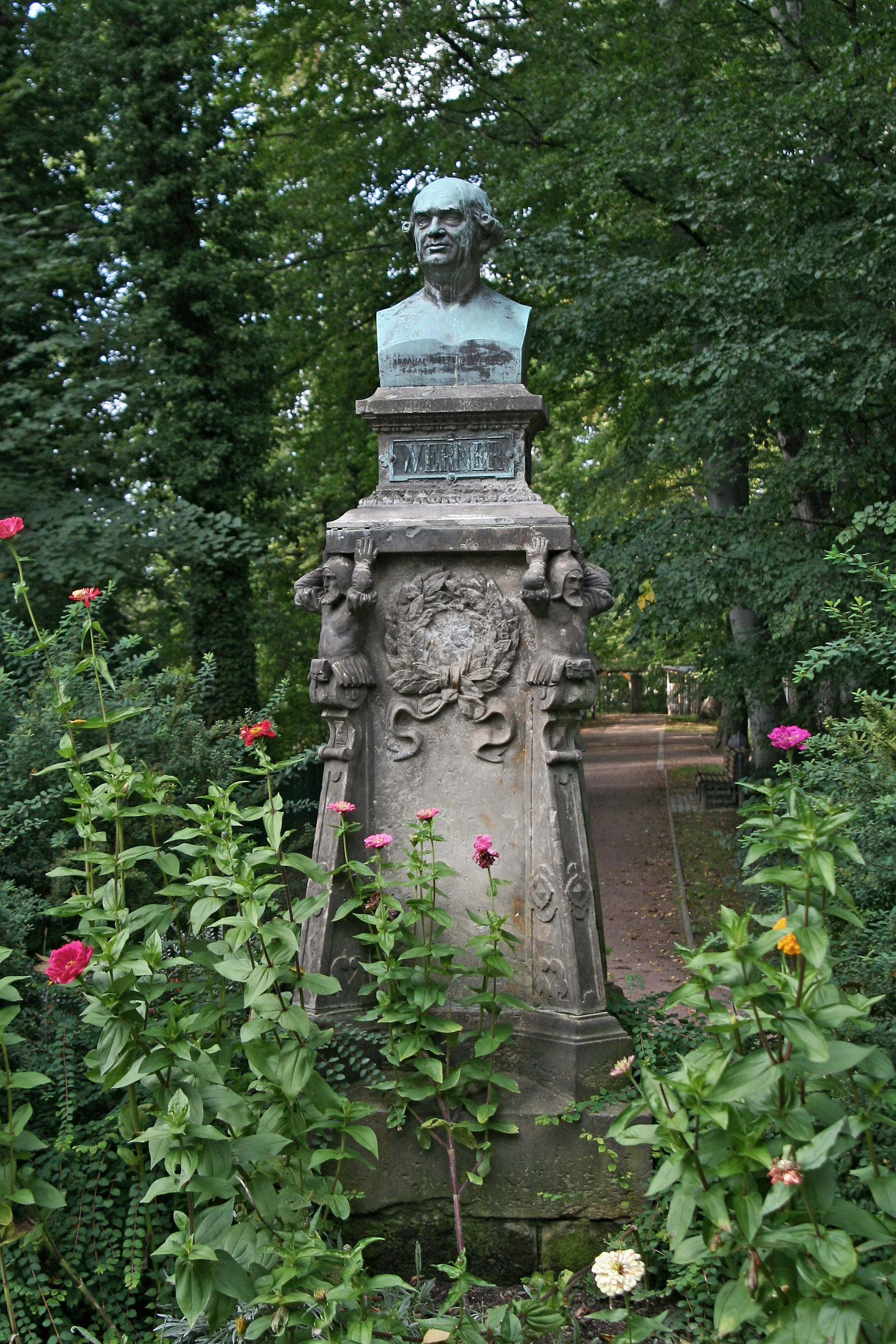
Monumento dedicato a Werner in Freiberg